# Герлинде Калтенбрунер
Герлинде Калтенбрунер е австрийска алпинистка. През 2011 г. става втората жена в света, която изкачва 14-те осемхилядници на планетата и първата жена, която прави това без да използва допълнително кислород. През 2012 г. получава наградата за изследовател на Нешънъл Джиографик.

## Биография
Родена е на 13 декември 1970 г. в Кирхдорф ан дер Кремс, Австрия. Интересът ѝ към планинското катерене се развива от ранна възраст, а на 13-годишна възраст завършва курс по катерене. Продължава обучението си като медицинска сестра във Виена. Участва в множество ски, скални и ледникови катерачни турове. На 32-годишна възраст изкачва четвъртият си осемхилядник – връх Нанга Парбат, и решава да се насочи към алпинизма.
Изкачва връх Броуд Пик на 12 юли 2007 г. На 1 май 2008 г. изкачва Дхаулагири, както и Пасабан. По това време и двете пренебрегват състезанието между тях коя ще е първата жена изкачила всички четиринадесет осемхилядника.
На 6 август 2010 г. към нейната експедиция до връх К2 се присъединява шведският алпинист и скиор Фредерик Ериксон, който пада от 1000 m и загива. Виждайки това Калтенбрунер прекратява опита за изкачвана не върха.
Преди това Калтенбрунер се опитва да се изкачи на К2 шест пъти и успява на 23 август 2011 г., по време на седмата ѝ експедиция. Нешънъл Джиографик подкрепи експедицията и предостави кадри от изкачването на северния ръб на върха.
- 1998 – Чо Ою
- 2001 – Макалу
- 2002 – Манаслу
- 2003 – Нанга Парбат
- 2004 – Анапурна
- 2004 – Гашербрум I
- 2005 – Шиша Пангма
- 2005 – Гашербрум II
- 2006 – Кангчендзьонга
- 2007 – Броуд Пик
- 2008 – Дхаулагири
- 2009 – Лхотце
- 2010 – Еверест
- 2011 – К2